# 고스포드 파크
《고스포드 파크》(Gosford Park)는 2001년 로버트 알트먼이 감독하고 줄리안 펠로우즈가 각본을 맡은 풍자 블랙 코미디 미스터리 영화이다. 장 르누아르의 프랑스 고전 게임의 규칙의 영향을 받은 이 영화는 부유한 영국인과 미국인 프로듀서, 그리고 그들의 하인들이 주말 촬영을 위해 영국 시골집인 고스포드 파크에 모이는 일행을 따라간다. 만찬이 끝난 후 살인 사건이 발생하고, 영화는 하인과 손님의 관점에서 이어지는 수사 과정을 보여준다.

## 줄거리
1930년대 초, 영국 고급 정원 '고스퍼드 파크'에서 화려한 사냥 파티가 열린다. 주인공은 귀족 가문의 일원들이다. 시어와 레이디 스일비아, 그리고 딸 이소벨과 함께 다양한 손님들이 초대되어 파티를 즐긴다. 하지만 겉으로 드러난 화려함 뒤에 진실로는 탐욕, 음모, 비밀이 가득하다.
손님들의 행동을 살피며, 집안 일을 하는 사람들 사이의 관계도 복잡하게 얽혀 있다. 심지어, 주인공들이 의식하지 못하는 한쪽은 오랫동안 간직해 온 비밀로 인해 파티 분위기는 점점 더 어두워진다.
사건이 발전함에 따라, 진실은 하나씩 드러난다. 복잡한 관계와 은밀한 음모를 벗어나 살인 사건의 진짜 용의자를 찾아내야 한다. 숨겨진 비밀과 거짓된 면모가 드러나는 과정에서 고스포드 파크는 공포와 불안에 휩싸인다.
이 영화는 귀족 사회의 부조화를 보여주고, 그 안에서 펼쳐지는 비밀과 속마음을 통해 인간 본성의 어두운 면모를 드러낸다.

## 출연

### 주연
- 매기 스미스
- 마이클 갬본
- 크리스틴 스콧 토마스

### 조연
- 카밀라 루더포드
- 찰스 댄스
- 제랄딘 소머빌
- 톰 홀랜더
- 나타샤 와이트먼
- 제레미 노덤
- 밥 발라반
- 제임스 윌비
- 클로디 블레이크리
- 로렌스 폭스
- 트렌트 포드
- 라이언 필립
- 스티븐 프라이

## 기타
- 제작책임: 밥 발라반
- 공동제작: 조슈아 아스트라컨
- 공동제작: 제인 프레이저
- 미술: 스티븐 알트먼
- 의상: 제니 비번
- Ass-PD: 줄리안 펠로우즈
- 배역: 메리 셀웨이

## 한국판 성우진 (MBC, 2004년 4월 5일)
- 김태훈 - 윌리엄 맥코틀 (마이클 갬본)
- 손정아 - 실비아 맥코틀 (크리스틴 스콧 토마스)
- 한영숙 - 콘스탄스 트렌섬 (매기 스미스)
- 김용식 - 제닝스 (앨런 베이츠)
- 김은영 - 윌슨 부인 (헬렌 미렌)
- 엄현정 - 메리 (켈리 맥도날드)
- 윤성혜 - 엘시 (에밀리 왓슨)
- 최한 - 파크스 (클라이브 오웬)
- 김영선 - 헨리 덴튼 (라이언 필립)
- 황일청
- 정희선
- 박일
- 이도련
- 김수희
- 이미자
- 손원일
- 박조호
- 박소라
- 장성호
- 김민성
- 이상범
- 고성일
- 김서영
- 이자옥
- 문남숙
- 방성준
- 정재헌